# Fajta
A fajta (latinul: cultivar) az élővilágban az egyes fajok háziasított (domesztikált) állományain belül elkülönülő populáció. A fajta nem azonos a faj fogalmával. A fajta, az alfaj mellett a faj alárendelt kategóriája. Mivel a fajták mesterségesen létrehozott eltérések az adott fajtól, ezért nem tekinthetők valódi taxonoknak.
A fajtán belül az egyedek tulajdonságai viszonylag homogének, és a többi fajtától eltérőek. E tulajdonságokat a tenyésztők mesterséges szelekcióval (nemesítéssel) hozták létre és tartják fent. Például a kutya és a közönséges farkas egyazon faj háziasított és vadon élő állományai, de a kutyán belül számos fajta ismert, mint például puli, magyar vizsla, komondor stb.
Biológiai értelemben tehát az emberi fajon belül nincsenek fajták.
A termesztett fák és cserjék fajtái majdnem mindig klónok, amelyeket egy faj egy bizonyos változatának, esetleg egy (két vagy több faj keresztezésével előállított) hibrid felszaporításával állítottak elő. A modern (1951 után keletkezett) fajtáknak nem latin, hanem nemzeti nyelven írott fantázianevet kell adni. A fajtaneveket egyszerű aposztrófok között, nagy kezdőbetűkkel írjuk, pl. 'Golden Delicious'.
A fajtiszta az adott fajon belüli, nem több fajta keverékéből létrejött vagy létrehozott fajra használt kifejezés, melyre a pedánsabb, "nemhivatalos" nyelvhasználtban a fajtatiszta jelzőt is alkalmazzák. A több faj keverékeként kialakult állatra nem használatos a fajtiszta kifejezés, fajok keverékeként utalunk rájuk (pl. öszvér). A Magyar Értelmező Kéziszótár ezt a kifejezést a következőképpen jegyzi: "fajtiszta m[ellék]n[év]; nem hiv[atalos] Fajtatiszta."
Szükség esetén a növények osztályozásánál a magasabb fajcsoport és fajsor, esetleg alfajcsoport, alfajsor és fajkomplexum, valamint az alacsonyabb alfaj, változat, alváltozat, alak és alalak alkategóriák is használlatosak, míg az állatok osztályozásánál a magasabb fajkomplexum, valamint az alacsonyabb alfaj, fajta és alfajta alkategóriák is felhasználhatók.
A növények esetében a fajta az alábbi hierarchiában helyezkedik el:
- nemzetség (genus)
  - alnemzetség (subgenus)
    - fajcsoport (sectio)
      - alfajcsoport (subsectio)
        - fajsor (series)
          - alfajsor (subseries)
            - fajkomplexum (species complex)
              - faj (species)
                - alfaj (subspecies)
                  - rassz (convarietas)
                    - változatcsoport (provarietas)
                      - változat (varietas)
                        - alváltozat (subvarietas)
                          - forma, alak (forma)
                            - alforma, alalak (subforma)
                              - fajta, termesztett fajoknál (cultivar, azaz változat)
                                - alfajta, termesztett fajoknál (subcultivar)

Az állatok esetében pedig az alábbi hierarchia az érvényes:
- nem (genus)
  - alnem (subgenus)
    - fajkomplexum (species complex)
      - faj (species)
        - alfaj (subspecies)
          - rassz (convarietas)
            - fajtacsoport (provarietas)
              - fajta (varietas, azaz változat)
                - alfajta (subvarietas)